# Pray 4 Love (album Rod Wave)
Pray 4 Love è il secondo album in studio del rapper statunitense Rod Wave, pubblicato il 3 aprile 2020 su etichetta Alamo Records.

## Tracce
1. Pray 4 Love – 2:58
2. Fuck the World – 2:20
3. Thief in the Night – 2:12
4. Thug Life – 2:51
5. I Remember – 3:23
6. Rags2Riches (feat. ATR Son Son) – 2:47
7. No Weakness – 3:04
8. Roaming – 2:28
9. The Greatest – 2:49
10. Ribbon in the Sky – 2:43
11. 5% Tints – 2:38
12. Girl of My Dreams – 2:40
13. Thug Motivation – 2:56
14. Dark Clouds – 2:49

Tracce bonus comprese nell'edizione deluxe
1. Fire & Desire – 2:20
2. Letter from Houston – 2:53
3. Freestyle – 2:54
4. Sack Right (feat. Yo Gotti) – 2:34
5. Rags2Riches 2 (feat. Lil Baby) – 3:55
6. To My Grave – 3:03
7. Smile – 3:02
8. Out of My Business – 2:56
9. Through the Wire – 3:43
10. FrFr – 2:35
11. Ain't Mad at You – 3:00

## Successo commerciale
Pray 4 Love ha debuttato alla seconda posizione della Billboard 200 vendendo 72.000 unità equivalenti nella sua prima settimana. Nella sua seconda settimana, l'album è sceso alla nona posizione della classifica, vendendo altre 34.000 unità. L'album è stato certificato disco di platino dalla Recording Industry Association of America il 29 marzo 2021 in seguito al superamento del milione di vendite.

## Classifiche

### Classifiche settimanali
| Classifica (2020) | Posizione massima |
| ----------------- | ----------------- |
| Canada            | 54                |
| Stati Uniti       | 2                 |

### Classifiche di fine anno
| Classifica (2020) | Posizione |
| ----------------- | --------- |
| Stati Uniti       | 33        |
| Classifica (2021) | Posizione |
| Stati Uniti       | 49        |